# Sematophyllum elgonense
Sematophyllum elgonense är en bladmossart som beskrevs av Brotherus 1925. Sematophyllum elgonense ingår i släktet Sematophyllum och familjen Sematophyllaceae. Inga underarter finns listade i Catalogue of Life.